# Guerras Zungares-Qing
As Guerras Zungares-Qing (em mongol:  Зүүнгар-Чин улсын дайн; chinês simplificado: 准噶尔之役; chinês tradicional: 準噶爾之役; pinyin: Zhǔngá'ěr zhī Yì; lit. "Campanha Zungar") foram uma série de conflitos de décadas que colocaram o Canato Zungar contra a Dinastia Qing e seus vassalos mongóis. Os combates ocorreram em uma ampla faixa da Ásia Interior, desde a atual Mongólia central e oriental até as regiões do Tibete, Chingai e Sinquião, na atual China. As vitórias Qing levaram, em última análise, à incorporação da Mongólia Exterior, Tibete e Sinquião ao Império Qing, que duraria até a queda da dinastia em 1911-1912, e ao genocídio de grande parte da população Zungar nas áreas conquistadas.

## Prelúdio
Após o colapso da Dinastia Yuan em 1368, os governantes mongóis da China retiraram-se para a Mongólia e ficaram conhecidos como a Dinastia Yuan do Norte. Com o tempo, o estado mongol desintegrou-se numa série de canatos, governados por vários descendentes de Genghis Khan. A dinastia Qing derrotou o líder mongol Chahar Interior, Ligdan Khan, e anexou a Mongólia Interior. Enquanto os Mongóis Orientais (Mongóis Exteriores e Interiores) eram governados por Gengisidas, os Oirates eram governados pelo clã Choros. Os zúngaros Oirates sob Erdeni Batur e Zaya Pandita realizaram uma conferência pan-Oirate-Mongol em 1640 com a participação de todas as tribos Oirates e Mongóis, exceto os Mongóis Interiores sob o domínio Qing. A conferência terminou em fracasso. Na década de 1650, o Canato Zungar, um estado Oirate centrado na Zungária e no oeste da Mongólia, havia se tornado o canato proeminente na região e estava frequentemente em conflito com os mongóis Khalkha, os remanescentes da dinastia Yuan do Norte, do leste da Mongólia. Ao assumir o trono após a morte de seu irmão Sengge em 1670, Galdan Boshugtu Khan lançou uma série de campanhas bem-sucedidas para expandir seu território até o atual leste do Cazaquistão, e do atual norte do Quirguistão até o sul da Sibéria. Através de uma diplomacia hábil, Galdan manteve relações pacíficas com a Dinastia Qing, ao mesmo tempo que estabeleceu relações com a Rússia. No entanto, quando o irmão de Galdan, Dorjijab, foi morto em um conflito com tropas leais ao Khalkha Khan em 1687, Galdan aproveitou o pretexto para lançar uma invasão em grande escala no leste da Mongólia. Ele destruiu várias tribos Khalkha na batalha de Olgoi Nor (Lago Olgoi) em 1688, enviando vinte mil refugiados que fugiam para o sul, para o território Qing.
Os governantes Khalkha, derrotados, fugiram para Hohhot e buscaram a ajuda de Qing. Enquanto isso, os Qing garantiram um tratado de paz com os cossacos em sua fronteira norte, que anteriormente estavam inclinados a apoiar Galdan. O Tratado de Nerchinsk impediu uma aliança entre Galdan e os russos, deixando os Qing livres para atacar os seus rivais mongóis. Temendo um estado mongol unido governado pelos hostis zúngaros, os Qing voltaram agora a sua poderosa máquina de guerra contra os Oirates.
Os zúngaros conquistaram e subjugaram os uigures durante a conquista zúngara de Altishahr depois de serem convidados pelo Afaqi Khoja para invadir o Canato de Yarkent governado por Chingisid Chagatai. Pesados impostos foram impostos aos uigures pelos Dzungars, provocando ressentimento. Isso levou a revoltas e rebeldes uigures de Turfã e Kumul que estavam se rebelando contra o governo Dzungar juntaram-se aos Qing em sua guerra contra os zúngaros. O Canato de Yarkent sob Maomé Amim Cã prestou homenagem à dinastia Qing duas vezes para solicitar ajuda contra o ataque zúngaros.
Os zúngaros usaram os Zamburak, canhões em miniatura montados em camelos, em batalha, principalmente em Ulan Butung. Armas de pólvora, como revólveres e canhões, foram utilizadas pelos Qing e pelos zúngaros ao mesmo tempo, uns contra os outros.

## Primeira Guerra Zungar-Qing
A Primeira Guerra Zungar-Qing foi um conflito militar travado de 1687 a 1697 entre o Canato Zungar e uma aliança da Dinastia Qing e os Calcas do norte, remanescentes da Dinastia Yuan do Norte. A guerra resultou de um ataque zúngaro à Dinastia Yuan do Norte, baseada na Mongólia Exterior, que foi fortemente derrotada em 1688. Seus governantes e vinte mil refugiados fugiram para o sul, para a dinastia Qing, que temia o crescente poder do estado zúngaros. Motivados pela oportunidade de obter o controle sobre a Mongólia e pela ameaça que lhes representava um estado mongol forte e unificado, como o que os Oirates ameaçaram formar, os Qing enviaram seu exército para o norte para subjugar os zúngaros em 1690.
Os batedores Qing atacaram um grupo Zungar ao norte da Grande Muralha. No entanto, este provou ser o principal exército Zungar, que destruiu facilmente o destacamento Qing. Um grande exército Qing sob o comando do príncipe Fuquan avançou para o norte, para a Mongólia Interior, na esperança de prender e esmagar o exército móvel Zungar. No entanto, eles foram limitados pelo mau tempo e pelo terreno difícil. Algumas tropas Qing levaram doze dias para cruzar o deserto de Gobi e os cavalos ficaram exaustos. Com poucos suprimentos, os Qing finalmente confrontaram os zúngaros em Ulan Butung em setembro de 1690. Embora em desvantagem numérica de 5 para 1, os zúngaros formaram uma parede de camelos, repeliram dois ataques Qing apoiados pela artilharia e escaparam para as colinas. O comandante Qing reivindicou a vitória, mas o seu fracasso em destruir completamente as forças Zúngaras levou à sua demissão e aposentadoria precoce. Galdan ficou no controle da Mongólia desde o rio Selenga, no norte, até Khalkhyn Gol, no sul.
Seguiu-se uma pausa no conflito. Os governantes calcas declararam-se vassalos Qing em Dolon Nor (local de Shangdu, o palácio de prazeres dos imperadores Yuan) em 1691, um passo politicamente decisivo que encerrou oficialmente os últimos remanescentes da dinastia Yuan. Também permitiu que os Qing assumissem o manto dos cãs gengiscânidas, fundindo as forças Khalkha no exército Qing. O Imperador Kangxi estava agora determinado a "exterminar" Galdan. As negociações entre os dois lados deram poucos frutos. Os Dzungars procuraram aliados, fazendo propostas aos russos e a vários príncipes mongóis, mas foram rejeitados. Kangxi começou a preparar a complexa logística necessária para apoiar uma expedição planejada para 1696. Isso incluiu a aquisição de 1.333 carroças, cada uma carregando 6 shi de grãos. Três exércitos avançaram para o norte em 1696. Um deles, sob o comando de Fiyanggu, totalizando 30.000 homens e a ser reforçado com mais 10.000, era prender Galdan, enquanto Kangxi liderava pessoalmente 32.000 homens, incluindo 235 canhões montados em camelos. Um terceiro, totalizando 10.000, parou mais a leste e não participaria da campanha seguinte. O exército Dzungar, em grande desvantagem numérica e enfraquecido pela peste, foi incapaz de oferecer resistência séria. O exército de Galdan atacou a força ocidental na Batalha de Jao Modo em maio de 1696, mas foi derrotado por pouco - embora de forma decisiva. O exército Dzungar, desprovido de artilharia, sofreu pesadamente com os mosquetes e tiros de canhão chineses, eventualmente quebrando. A batalha terminou com uma vitória para o exército Qing, que capturou 20.000 ovelhas e 40.000 bovinos, e capturou, matou ou dispersou todos, exceto 40-50 do exército Dzungar, destruindo-os efetivamente como uma força militar. O próprio Galdan conseguiu escapar de um cerco inimigo, graças em parte a um contra-ataque liderado por sua esposa, a rainha Anu. A esposa de Galdan foi morta e Galdan fugiu para o oeste, para as montanhas Altai, onde mais tarde tentou se render aos Qing, mas morreu de pesteThe Sichuan Frontier and Tibet:Imperial Strategy in the Early Qing, 44,45, Yincong Dai</ref> em 1697, com apenas alguns homens leais ao seu lado.
Após a guerra, uma guarnição Qing foi estacionada na área da atual Ulaanbaatar, e Khalkha Mongólia foi colocada sob o domínio Qing. A Mongólia Exterior foi efetivamente incorporada ao Império Qing. Por outro lado, Tsewang Rabtan, um chefe anti-Galdan Oirat de longa data, que na verdade forneceu informações aos QingThe Sichuan Frontier and Tibet:Imperial Strategy in the Early Qing, 44,45, Yincong Dai</ref> em vários pontos durante a guerra, sucedeu a Galdan como cã dos zúngaros. Embora os Qing tenham conseguido marginalizar os zúngaros na década de 1690, eles não os erradicariam completamente até que derrotassem os zúngaros nas guerras subsequentes, várias décadas depois.

## Segunda Guerra Zungar-Qing, no Tibete

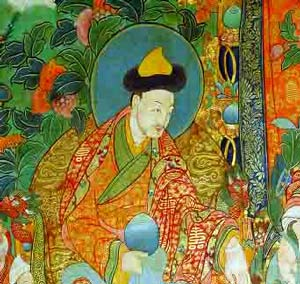
7º pretendente do Dalai Lama, Lha-bzang Khan

Em 1642, Güshi Khan, fundador do Canato de Khoshut, derrubou o príncipe de Tsang e fez do 5º Dalai Lama a mais alta autoridade espiritual e política no Tibete, estabelecendo o regime conhecido como Ganden Phodrang. Tsewang Rabtan do Canato Zungar invadiu o Tibete em 1717, depôs o pretendente ao cargo de 7.º Dalai Lama, Lha-bzang Khan, o último governante do Canato de Khoshut, e matou Lha-bzang Khan e toda a sua família. Eles também destruíram violentamente uma pequena força na Batalha do Rio Salween que o Imperador Kangxi da Dinastia Qing havia enviado para limpar as rotas comerciais tradicionais em 1718. Em resposta, uma expedição enviada pelo Imperador Kangxi, juntamente com as forças tibetanas comandadas por Polhané Sönam Topgyé de Tsang e Kangchennas (também escrito Gangchenney), o governador do Tibete Ocidental, expulsou os Dzungars do Tibete em 1720. Isto deu início ao domínio Qing do Tibete, que durou até a queda da dinastia Qing em 1912. O general chinês Han Yue Zhongqi (um descendente de Yue Fei) conquistou o Tibete para os Qing durante a Guerra Zungar-Qing. Jalangga, um Estandarte Manchu, sucedeu ao General Han Yue Zhongqi como comandante em 1732.
O imperador Manchu Kangxi incitou o sentimento anti-muçulmano entre os mongóis de Chingai (Coconor) a fim de obter apoio contra o líder mongol Zungar Oirate Galdan. Kangxi afirmou que os muçulmanos chineses dentro da China, como os muçulmanos turcos em Chingai (Coconor), estavam conspirando com Galdan, que ele falsamente alegou ter se convertido ao Islã. Kangxi alegou falsamente que Galdan rejeitou e virou as costas ao budismo e ao Dalai Lama e que estava conspirando para instalar um muçulmano como governante da China depois de invadi-lo em uma conspiração com muçulmanos chineses. Kangxi também desconfiava dos muçulmanos de Turfã e Hami.

## Terceira Guerra Zungar-Qing
Em 1723, o sucessor do imperador Kangxi, o imperador Yongzheng, enviou um exército de 230.000 homens liderado por Nian Gengyao para reprimir uma revolta Zungar em Chingai, no planalto Chingai-Tibete. Devido à geografia, o exército Qing (embora superior em número) foi inicialmente incapaz de enfrentar seu inimigo mais móvel. Eventualmente, eles encontraram os Dzungars e os derrotaram. Esta campanha custou ao tesouro pelo menos oito milhões de taéis de prata. Mais tarde, no reinado de Yongzheng, ele enviou um pequeno exército de 10.000 pessoas para lutar novamente contra os Dzungars. No entanto, esse exército foi aniquilado perto do Lago Khoton em 1731 e o Império Qing mais uma vez enfrentou o perigo de perder o controle da Mongólia. Um aliado Calca do Império Qing finalmente derrotaria os zúngaros um ano depois, em 1732, perto do Mosteiro Erdene Zuu, na Mongólia. Os Qing então fizeram as pazes com o Canato Zungar e decidiram a fronteira entre eles.
A razão pela qual Coconor (Chingai) foi incorporada diretamente sob Gansu como parte de neidi (dezoito províncias do interior) foi porque Nian Gengyao a recomendou ao imperador Qing.
Os Oirates foram combatidos por Yue Zhongqi em Ürümqi. Yue Zhongqi morava na Residência Ji Xiaolan.

## Conquista final dos zúngaros

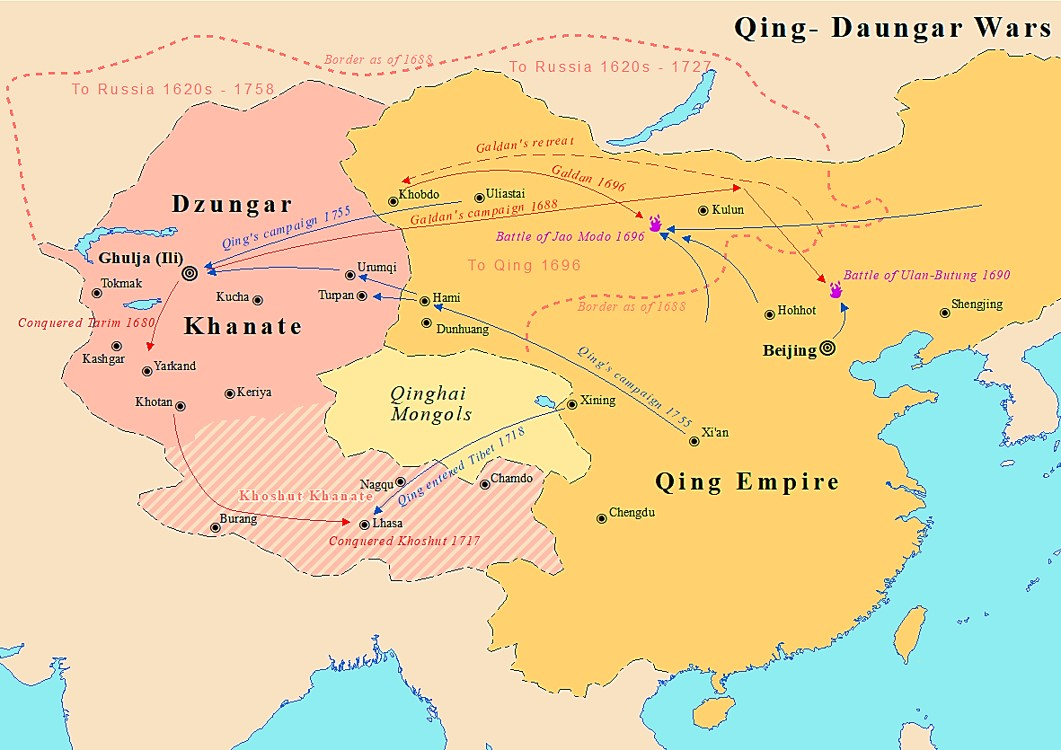
Mapa mostrando as guerras entre a dinastia Qing e o Canato Zungar

Em 1752, Dawachi e o príncipe Khoit - Oiraet Amursana competiram pelo título de cã dos zúngaros. Amursana sofreu várias derrotas nas mãos de Dawachi e foi assim forçado a fugir com o seu pequeno exército para a protecção da corte imperial Qing. O sucessor do Imperador Yongzheng, o Imperador Qianlong, prometeu o seu apoio a Amursana, que reconheceu a autoridade Qing; entre aqueles que apoiaram Amursana e os chineses estavam os irmãos cojas Burhān al-Dīn [zh] e Khwāja-i Jahān [zh]. Em 1755, Qianlong enviou o general manchu Zhaohui, que foi auxiliado por Amursana, Burhān al-Dīn e Khwāja-i Jahān, para liderar uma campanha contra os Dzungars. Após várias escaramuças e batalhas de pequena escala ao longo do rio Ili, o exército Qing, liderado por Zhaohui, aproximou-se de Ili (Gulja) e forçou Dawachi a render-se. Qianlong nomeou Amursana como o cã de Coide e um dos quatro cãs iguais - para grande desgosto de Amursana, que queria ser o cã dos zúngaros.
Amursana agora reuniu a maioria dos Oirates restantes para se rebelar contra a autoridade Qing. Em 1758, o General Zhaohui derrotou os zúngaros em duas batalhas: a Batalha de Oroi-Jalatu e a Batalha de Khurungui. Na primeira batalha, Zhaohui atacou o acampamento de Amursana à noite; Amursana foi capaz de lutar até que Zhaohui recebeu reforços suficientes para expulsá-lo. Entre as batalhas de Oroi-Jalatu e Khurungui, os chineses sob o comando do príncipe Cabdan-jab derrotaram Amursana na Batalha de Khorgos (conhecida nas gravuras de Qianlong como a "Vitória de Khorgos"). No Monte Khurungui, Zhaohui derrotou Amursana em um ataque noturno ao seu acampamento após cruzar um rio e o fez recuar. Para comemorar as duas vitórias de Zhaohui, Qianlong mandou construir o Templo Puning de Chengde, lar da escultura de madeira mais alta do mundo do bodisatva Avaloquitexevara e daí o seu nome alternativo, 'Templo do Grande Buda'. Posteriormente, cojis de Us-Turfã submeteu-se ao Império Qing. Depois de todas essas batalhas, Amursana fugiu para a Rússia (onde morreu), enquanto Chingünjav fugiu para o norte, para Darkhad, mas foi capturado em Wang Tolgoi e executado em Pequim.

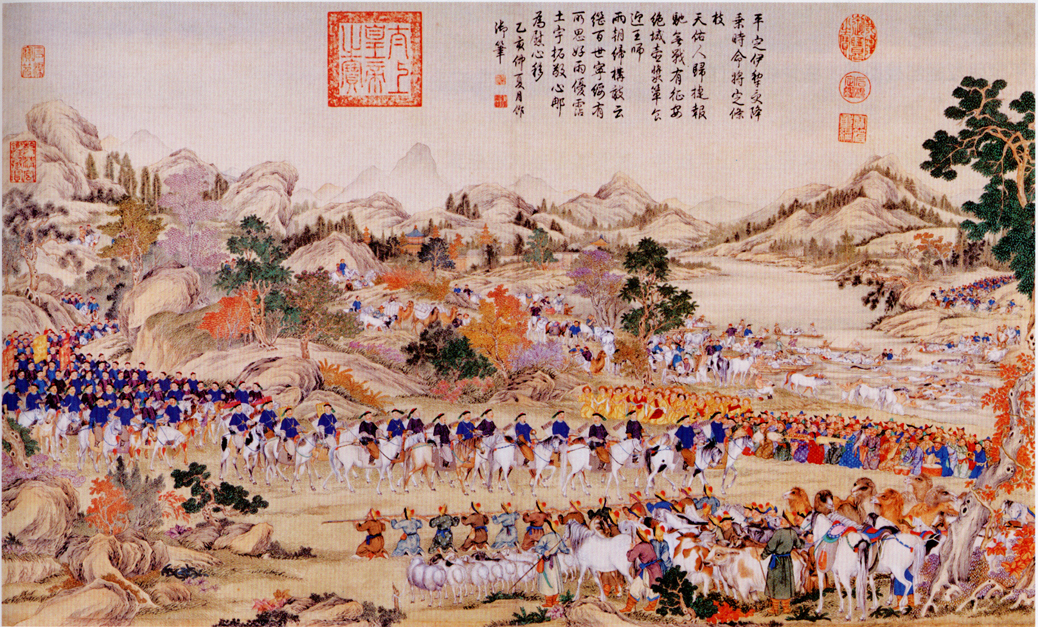
Zhaohui recebe a rendição de Dawachi em Ili, 1755. Pintura do pintor jesuíta da corte Qing, Ignatius Sichelbart.
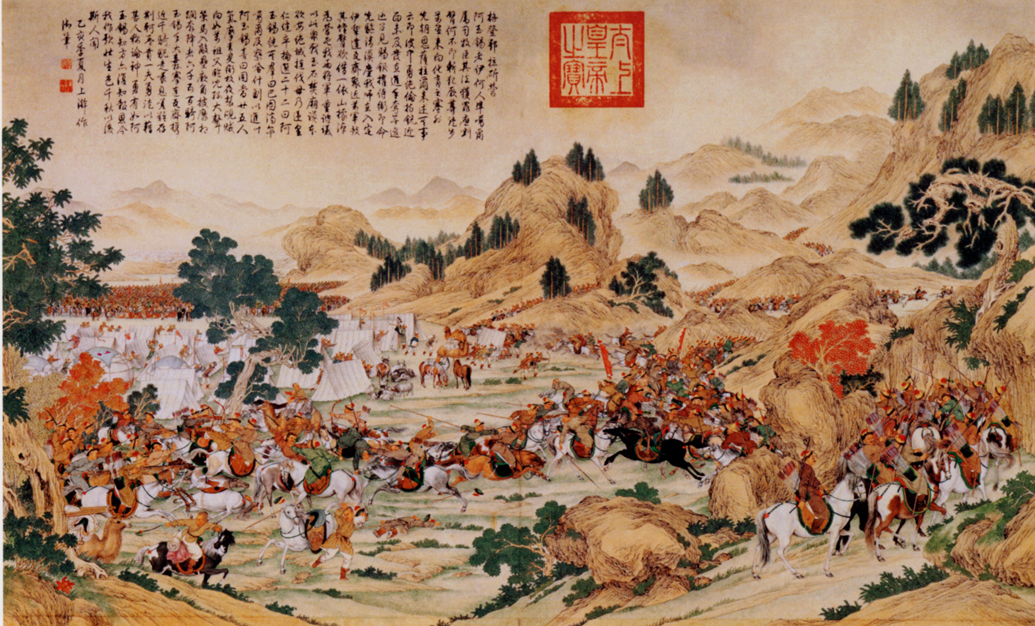
"Ataque ao acampamento em Gädän-Ola", um pergaminho que descreve um ataque em 1755 no qual o Kalmuk Ayusi, tendo ido para o lado chinês, ataca o acampamento de Dawa achi no Monte Gadan. Pintura de Giuseppe Castiglione.
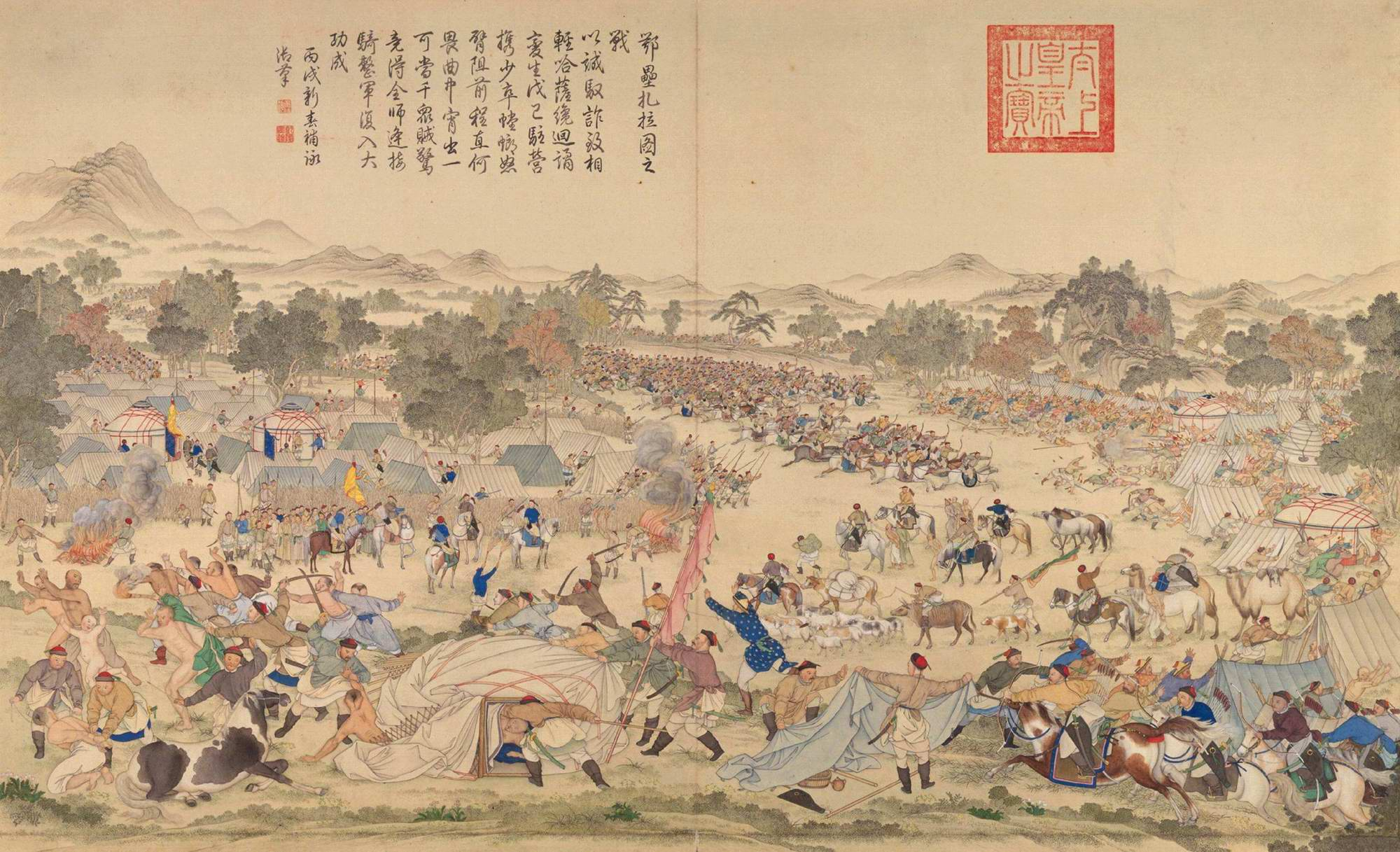
A Batalha de Oroi-Jalatu, 1756. O general chinês Zhao Hui atacou os Zunghars à noite na atual Wusu, Sinquião. Pintura de Giuseppe Castiglione.
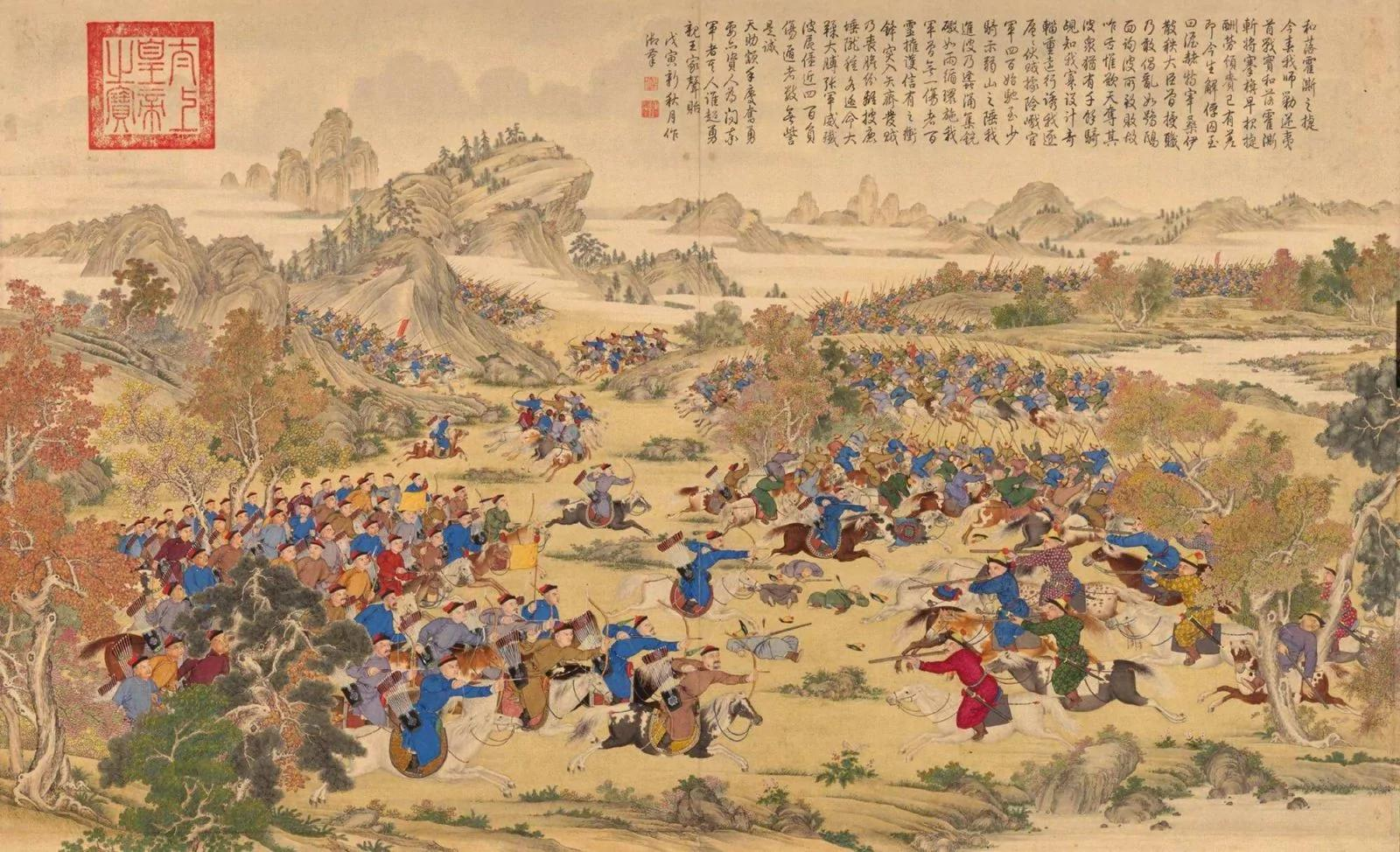
"A Vitória de Khorgos". Os partidários de Amursana foram derrotados em 1758 pelo Príncipe Cäbdan-jab. Pintura de Jean Denis Attiret.
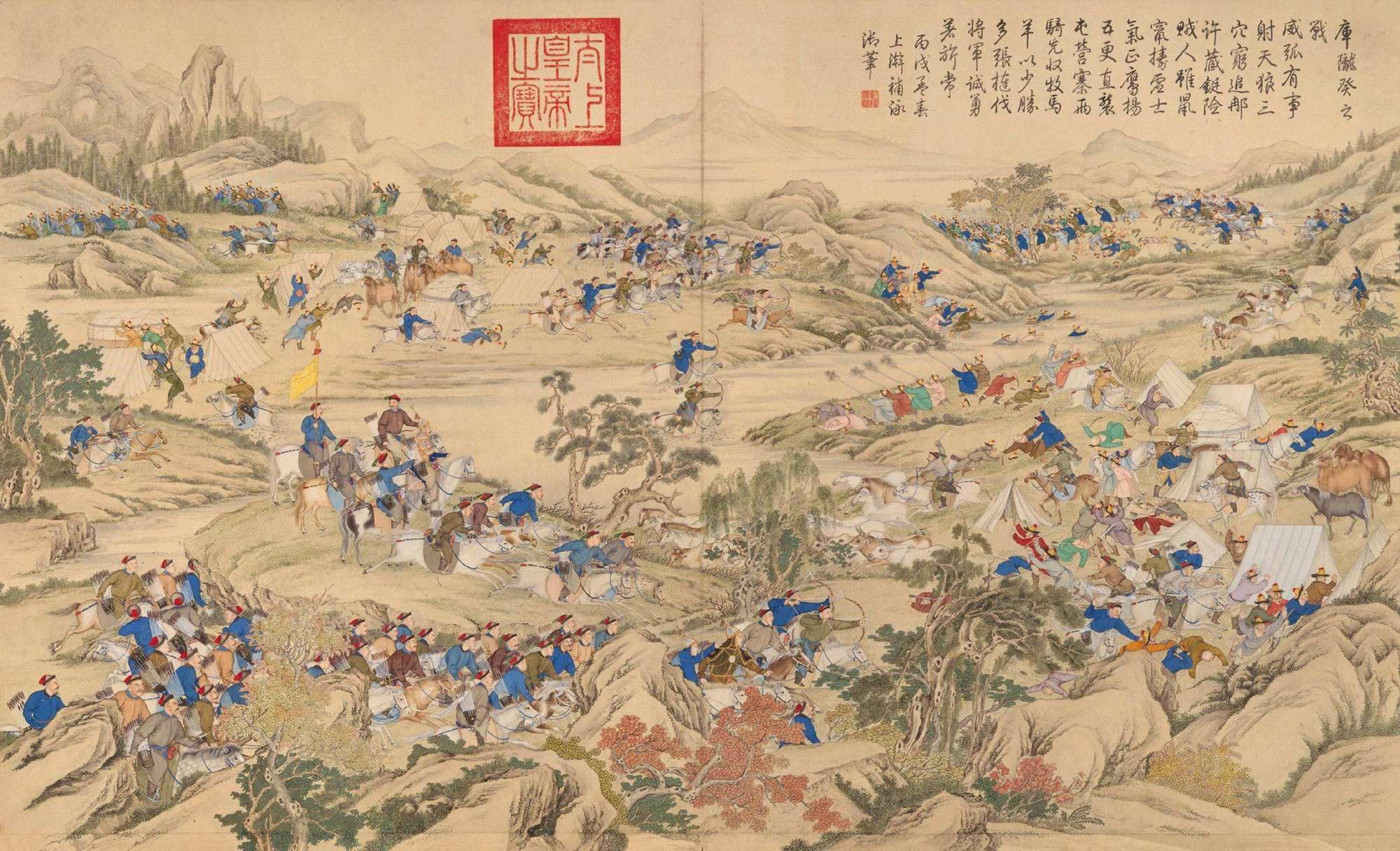
Batalha de Khurungui, 1758. O General Zhao Hui embosca e derrota as forças Zungarianas de Amoursana no Monte Khurungui (perto de Almaty, Cazaquistão). Pintado por Jean-Damascène Sallusti.